# Детройт (річка)
Річка Детройт (англ. Detroit River, фр. Rivière du Détroit, з фр. «протока») — річка в системі Великих озер, поміж озерами Сент-Клер та Ері. По річці пролягає державний кордон між Канадою (провінція Онтаріо) та США (штат Мічиган). Довжина річки всього 51 км, але об'єм стоку досить значний — 5 324 м³/с. Обидва береги річки сильно урбанізовані. По правому — місто Детройт, по лівому — Віндзор, з'єднані через річку мостом Амбассадор і тунелем Детройт-Вінзор.
У 2001 році річка включена в канадський список річок, що знаходяться під охороною.

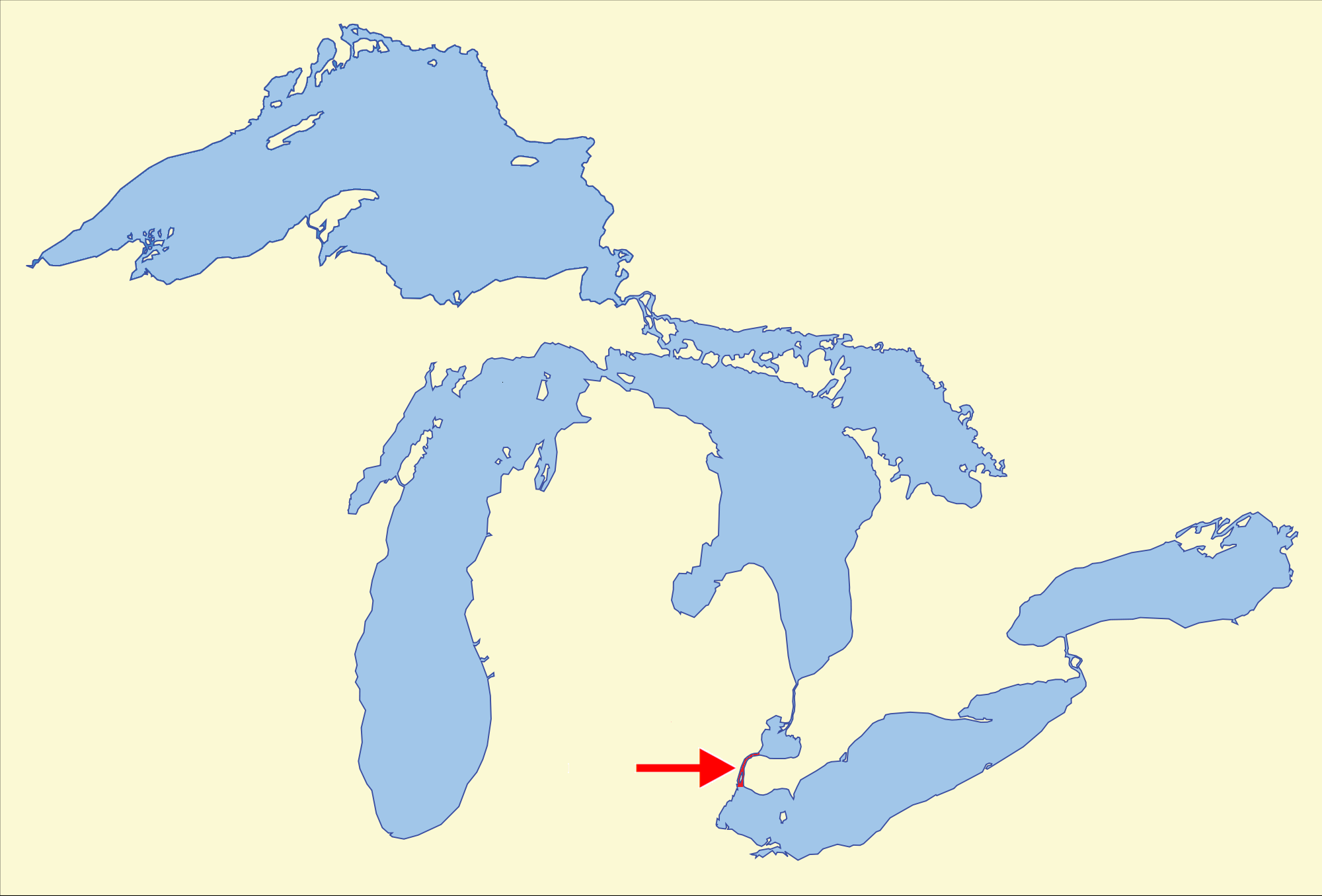
Місце річки Детройт в системі Великих озер

## Галерея

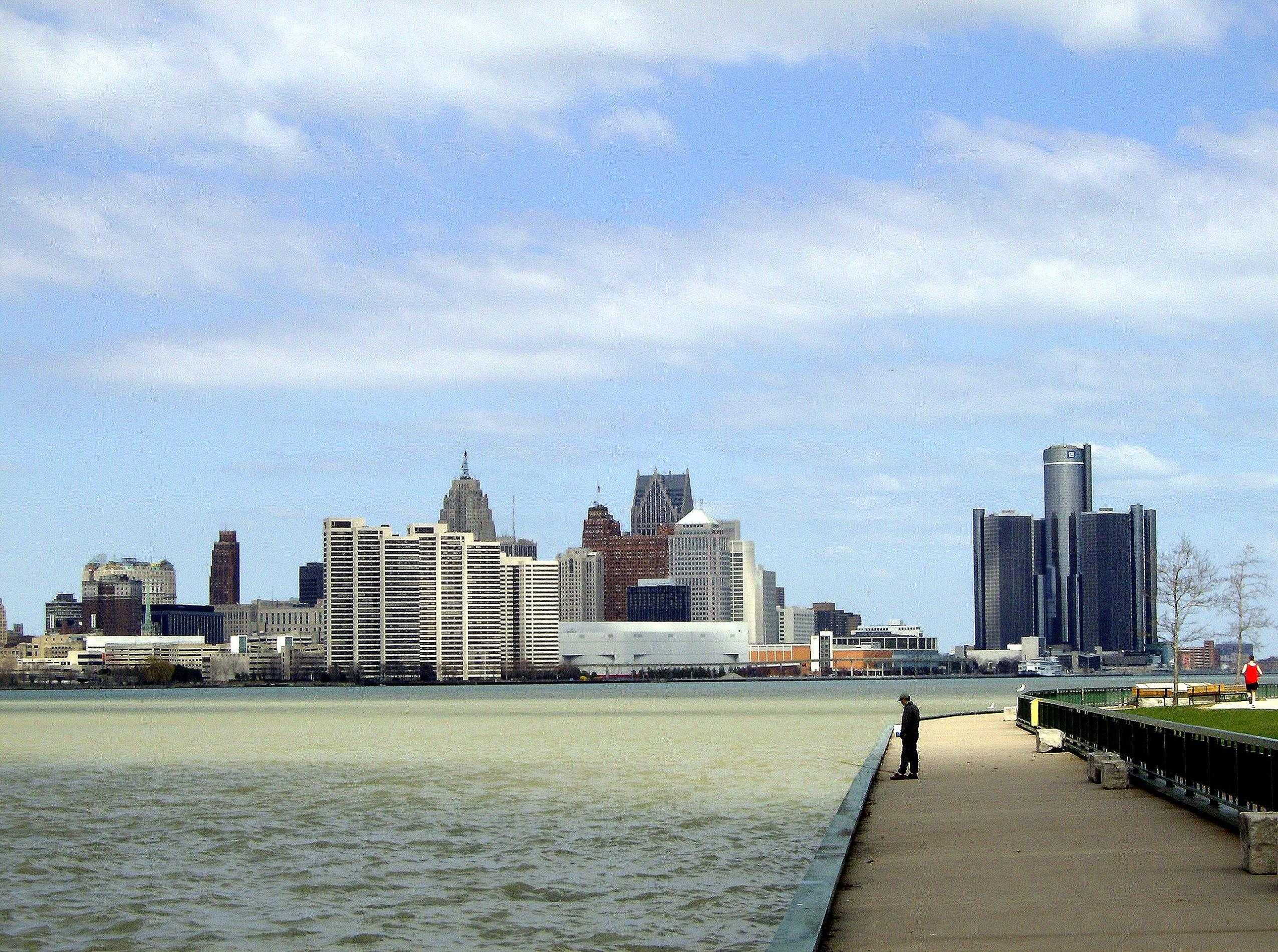
Віндзор-Детройт Парк
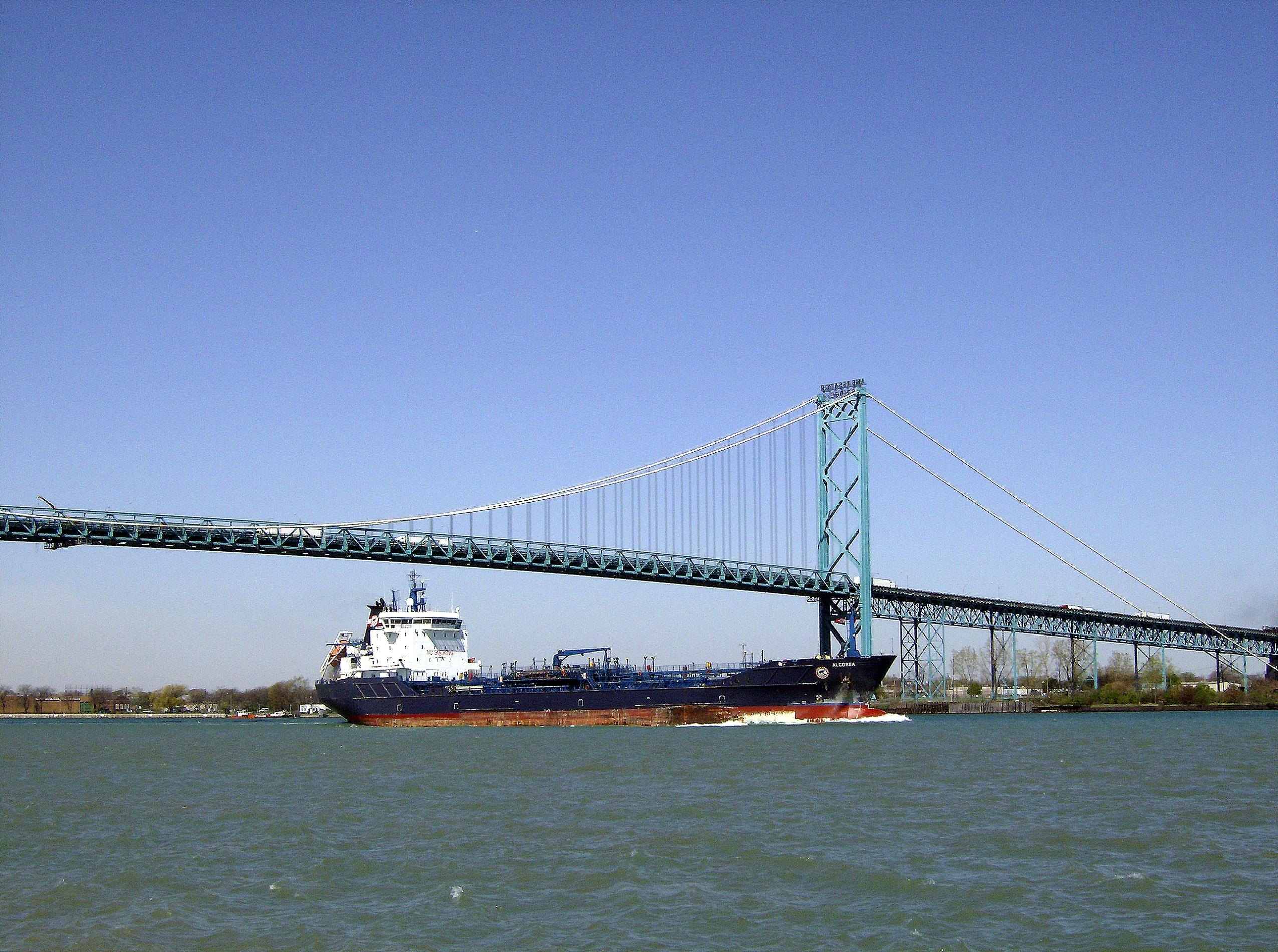
Міст Амбасадор
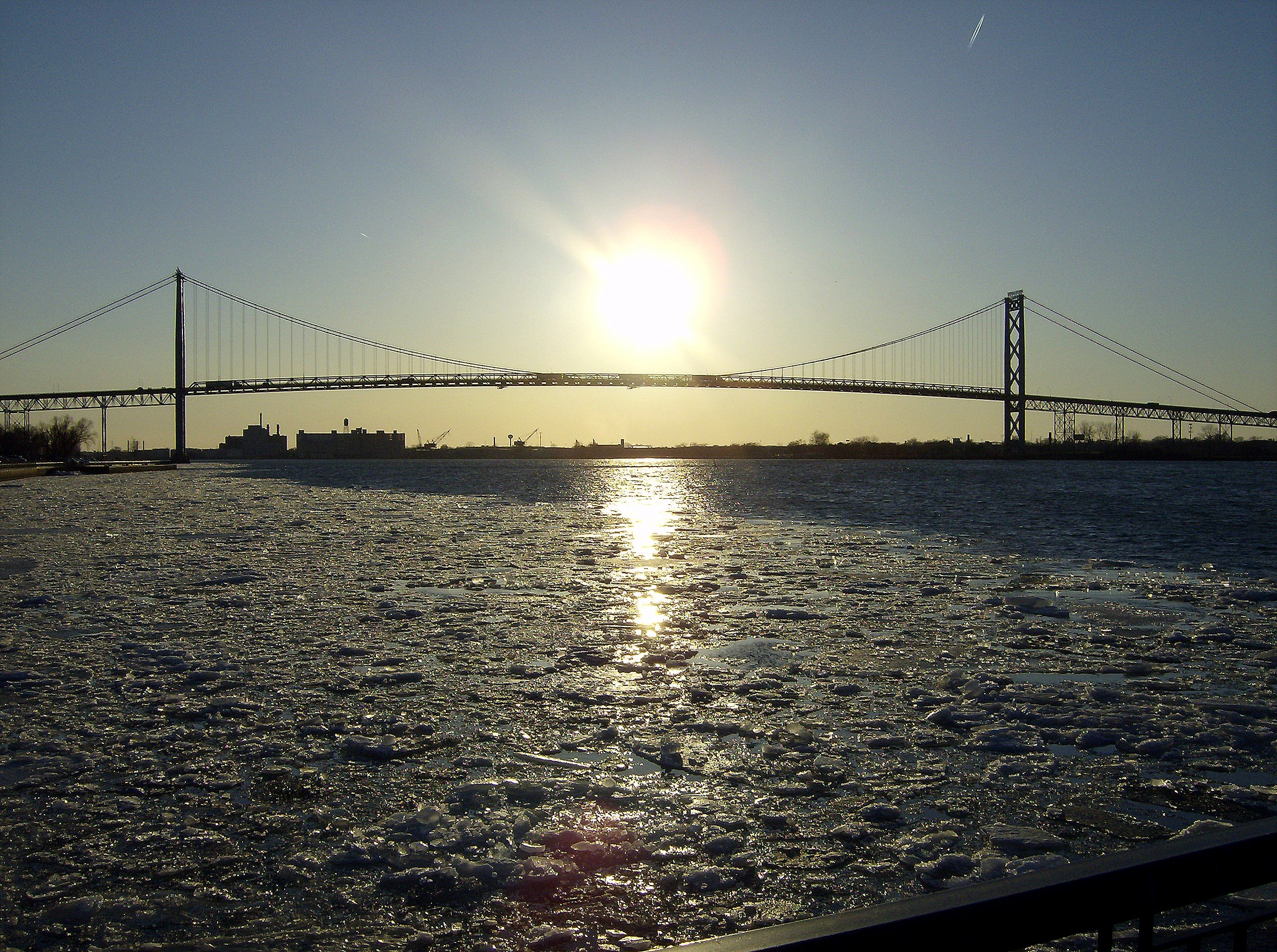
Амбридж взимку.
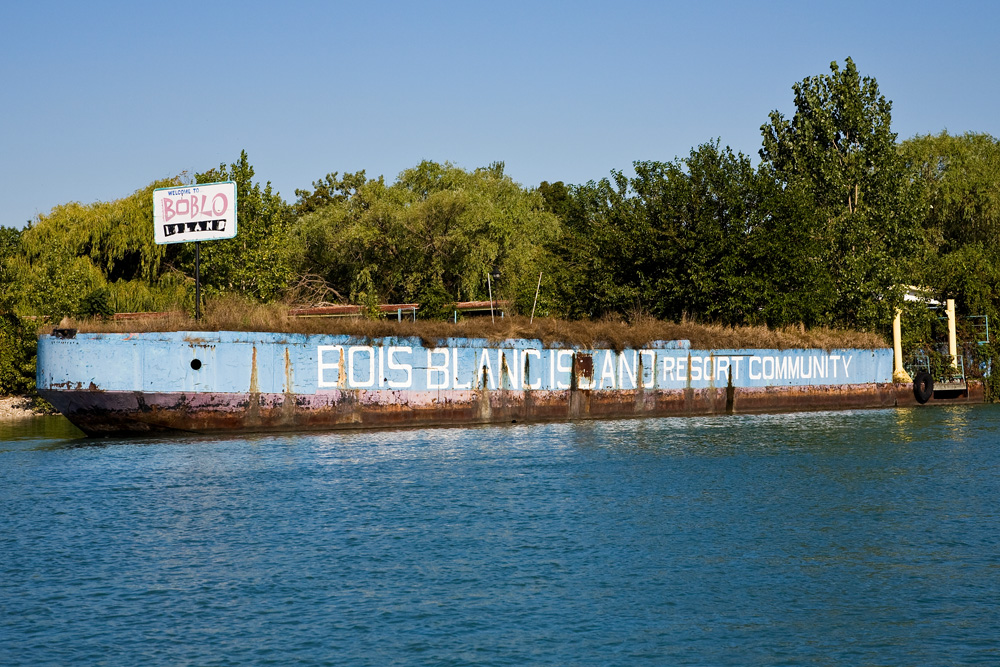
Острів Бобло

| Річка | Це незавершена стаття про річку. Ви можете допомогти проєкту, виправивши або дописавши її. |

| Канада | Це незавершена стаття з географії Канади. Ви можете допомогти проєкту, виправивши або дописавши її. |

| США | Це незавершена стаття з географії США. Ви можете допомогти проєкту, виправивши або дописавши її. |